# Principskola
Principskola är en äldre beteckning på en förberedande skola, till exempel vid Konstakademien och Musikaliska akademien.
Under 1800-talet antog Konstakademiens principskola elever från 12 års ålder.